# Edward Anseele jr.
Edward Jr. Franciscus Anseele (Gent, 21 maart 1902 – Sint-Martens-Latem, 18 juni 1981) was een Belgisch socialistisch politicus. Hij was de zoon van de socialistische politicus Edward Anseele. 

## Levensloop
Anseele jr. studeerde af aan de Gentse Rijksuniversiteit als Burgerlijk Ingenieur Bouwkunde en Burgerlijk Ingenieur Kunsten en Ambachten. 
In 1932 werd hij verkozen als gemeenteraadslid voor de Belgische Werkliedenpartij (BWP) te Gent. Hij zou het tot in 1976 blijven. Driemaal nam hij een schepenambt waar: van 1 januari 1933 tot 30 juni 1934 was hij bevoegd voor Onderwijs, 4 januari 1939 tot 17 november 1941 bevoegd voor Openbare Werken en van 12 januari 1953 tot 14 juni 1954 opnieuw bevoegd voor Openbare Werken. Na de Bevrijding werd hij in 1944 opnieuw tot eerste schepen verkozen, waardoor hij tot in 1946 tevens fungeerde als waarnemend burgemeester.
Op 24 mei 1936 werd hij eveneens verkozen tot lid van de Kamer van volksvertegenwoordigers voor het kiesarrondissement Gent-Eeklo. Hij zou het blijven tot maart 1974 en vijf maal een ministerpost bezetten: van 1954 tot 1958 en enkele maanden in 1973 was hij minister van Verkeerswezen in de regeringen Van Acker IV en Leburton en van 1963 tot 1966 en van 1968 tot 1973 was hij minister van PTT in de regeringen Lefèvre I, Harmel I en Eyskens IV. Op het einde van zijn parlementaire carrière, in de periode december 1971-maart 1974, had hij als gevolg van het toen bestaande dubbelmandaat ook zitting in de Cultuurraad voor de Nederlandse Cultuurgemeenschap, die op 7 december 1971 werd geïnstalleerd en de verre voorloper is van het Vlaams Parlement.
Hij moest ontslag nemen na het RTT-schandaal, een corruptiezaak bij de RTT, de voormalige Belgische Regie voor Telegraaf en Telefoon. Van 1946 tot 1976 was hij voorzitter van de BSP-federatie Gent-Eeklo en van 1945 tot 1954 nationaal ondervoorzitter van de Belgische Socialistische Partij, waardoor hij zowat onaantastbaar was als socialistisch voorman.
Tijdens de Spaanse Burgeroorlog streed hij met de Internationale Brigades mee met de Republikeinen. In de Tweede Wereldoorlog leefde hij als actief weerstander lange tijd ondergedoken.